# ファイエット郡 (アラバマ州)
ファイエット郡（英: Fayette County）は、アメリカ合衆国アラバマ州の西部に位置する郡である。2010年国勢調査での人口は17,241人であり、2000年の18,495人から6.8%減少した。郡庁所在地はファイエット市（人口4,619人）であり、同郡で人口最大の都市でもある。郡名はアメリカ独立戦争でジョージ・ワシントン将軍を援けたラファイエット侯爵に因んで名付けられた。

## 歴史
ファイエット郡は、ラファイエット侯爵がアメリカ合衆国の24州を巡回した1824年の12月20日に設立された。

## 地理
アメリカ合衆国国勢調査局に拠れば、郡域全面積は629.34平方マイル (1,630.0 km2)であり、このうち陸地627.66平方マイル (1,625.6 km2)、水域は1.68平方マイル (4.4 km2)で水域率は0.27%である。

### 交通

#### 主要高規格道路
- アメリカ国道43号線
- アラバマ州道13号線
- アラバマ州道18号線

#### 空港
リチャード・アーサー飛行場がファイエット市中心の北西3マイル (5 km) にあり、舗装滑走路長5,000フィート (1,500 m)、ジェット燃料の給油機能がある。

#### 鉄道
- BNSF鉄道
- ノーフォーク・サザン鉄道
- ラクサパリアバレー鉄道

### 隣接する郡
- マリオン郡 - 北
- ウォーカー郡 - 東
- タスカルーサ郡 - 南東
- ピケンズ郡 - 南西
- ラマー郡 - 西

## 人口動態
以下は2000年の国勢調査による人口統計データである。
| 基礎データ - 人口: 17,241人 - 世帯数: 7,493 世帯 - 家族数: 5,342 家族 - 人口密度: 11人/km2（30人/mi2） - 住居数: 8,472軒 - 住居密度: 5軒/km2（14軒/mi2） 人種別人口構成 - 白人: 86.92% - アフリカン・アメリカン: 11.93% - ネイティブ・アメリカン: 0.21% - アジア人: 0.15% - 太平洋諸島系: 0.01% - その他の人種: 0.27% - 混血: 0.51% - ヒスパニック・ラテン系: 0.82% | 年齢別人口構成 - 18歳未満: 22.3% - 18-24歳: 8.2% - 25-44歳: 26.5% - 45-64歳: 25.3% - 65歳以上: 17.9% - 年齢の中央値: 39歳 - 性比（女性100人あたり男性の人口） - 総人口: 93.5 - 18歳以上: 89.6 世帯と家族（対世帯数） - 18歳未満の子供がいる: 30.8% - 結婚・同居している夫婦: 57.3% - 未婚・離婚・死別女性が世帯主: 10.6% - 非家族世帯: 28.7% - 単身世帯: 26.6% - 65歳以上の老人1人暮らし: 13.5% - 平均構成人数 - 世帯: 2.42人 - 家族: 2.92人 | 収入と家計 - 収入の中央値 - 世帯: 28,539米ドル - 家族: 34,560米ドル - 性別 - 男性: 29,239米ドル - 女性: 20,606米ドル - 人口1人あたり収入: 14,439米ドル - 貧困線以下 - 対人口: 17.9% - 対家族数: 13.1% - 18歳未満: 22.3% - 65歳以上: 17.9% |

## 都市と町
- ベルク
- ベリー
- ファイエット - 郡庁所在地
- グレンアレン（一部はマリオン郡）
- グ・ウィン（一部はマリオン郡）
- ウィンフィールド（一部はマリオン郡）
- ハバートビル
- ベイズモア

## 教育
- ベリー高校
- ベリー小学校
- ファイエット郡高校
- ファイエット中学校
- ファイエット小学校
- ハバートビル学校